# Hermelange
Hermelange és un municipi francès, situat al departament del Mosel·la i a la regió del Gran Est. L'any 2007 tenia 234 habitants.

## Demografia

### Població
El 2007 la població de fet de Hermelange era de 234 persones. Hi havia 90 famílies, de les quals 19 eren unipersonals (8 homes vivint sols i 11 dones vivint soles), 26 parelles sense fills, 41 parelles amb fills i 4 famílies monoparentals amb fills.
La població ha evolucionat segons el següent gràfic:
Habitants censats

### Habitatges
El 2007 hi havia 96 habitatges, 88 eren l'habitatge principal de la família, 2 eren segones residències i 6 estaven desocupats. 90 eren cases i 6 eren apartaments. Dels 88 habitatges principals, 83 estaven ocupats pels seus propietaris i 6 estaven llogats i ocupats pels llogaters; 2 tenien dues cambres, 3 en tenien tres, 14 en tenien quatre i 70 en tenien cinc o més. 74 habitatges disposaven pel capbaix d'una plaça de pàrquing. A 28 habitatges hi havia un automòbil i a 54 n'hi havia dos o més.

### Piràmide de població
La piràmide de població per edats i sexe el 2009 era:
| Homes | Edats   | Dones |
| ----- | ------- | ----- |
| 0     | 95 o +  | 0     |
| 0     | 90 a 94 | 0     |
| 0     | 85 a 89 | 0     |
| 0     | 80 a 84 | 4     |
| 0     | 75 a 79 | 0     |
| 4     | 70 a 74 | 4     |
| 8     | 65 a 69 | 8     |
| 4     | 60 a 64 | 0     |
| 8     | 55 a 59 | 8     |
| 4     | 50 a 54 | 16    |
| 12    | 45 a 49 | 4     |
| 4     | 40 a 44 | 0     |
| 0     | 35 a 39 | 4     |
| 16    | 30 a 34 | 8     |
| 0     | 25 a 29 | 8     |
| 8     | 20 a 24 | 0     |
| 8     | 15 a 19 | 0     |
| 4     | 10 a 14 | 0     |
| 4     | 5 a 9   | 0     |
| 8     | 0 a 4   | 8     |

## Economia
El 2007 la població en edat de treballar era de 148 persones, 111 eren actives i 37 eren inactives. De les 111 persones actives 106 estaven ocupades (56 homes i 50 dones) i 5 estaven aturades (3 homes i 2 dones). De les 37 persones inactives 15 estaven jubilades, 10 estaven estudiant i 12 estaven classificades com a «altres inactius».

### Ingressos
El 2009 a Hermelange hi havia 90 unitats fiscals que integraven 245 persones, la mediana anual d'ingressos fiscals per persona era de 20.507 €.

### Activitats econòmiques
Dels 4 establiments que hi havia el 2007, 3 eren d'empreses de construcció i 1 d'una empresa de comerç i reparació d'automòbils.
Els 3 serveis als particulars que hi havia el 2009 eren electricistes.
L'únic establiment comercial que hi havia el 2009 era una botiga de roba.

## Equipaments sanitaris i escolars
El 2009 hi havia una escola elemental integrada dins d'un grup escolar amb les comunes properes formant una escola dispersa.

## Poblacions més properes
El següent diagrama mostra les poblacions més properes.